# JapanType
JapanType（読み：じゃぱんたいぷ、正式名称：ジャパンたいぷ）は、日本の伝統文化を紹介するサイトを集めた検索エンジンである。運営は個人により行われている。

## 概要
2003年3月に、当時駒澤大学法学部の所属であった学生によって運営が開始された。当時、同学生は落語研究会に所属しており、日本伝統文化に接する機会が多かった事と、GoogleやYahooなど大手の検索エンジンは、ロボット型のポータルサイト化が進み、日本文化という専門分野に特化したサイトを探す事は容易では無かった為である。
2003年当時は、まだ、日本伝統文化を扱う検索エンジンは数が少なく、今でこそ多数設立されたものの、その問題提起に一役買った存在でもある。

## 運営方針
近年の検索エンジンは、インターネットサイトを無作為にクロールし、インデックスに登録していくものが主流であるが、ジャパンたいぷは一貫して、サイト運営者に直接許可を取り、許可がなければ掲載しないという方針を取っている。
これは、元々、日本文化をあつかったサイトの運営者自身が、日本文化に精通していてもインターネットの文化を理解している訳ではない事が多いため、日本文化の礼儀を優先的に遵守し、土足で敷居をまたがないというスタンスを取っているためである。そのため、設立当時は、300件程度の登録しかなく、利便性に乏しかった。
同サイトのニュースリリースによれば、2008年現在、常に1000件以上の登録サイトを維持しているとの事である。

## 利用者の傾向
個人単体の利用者よりも、学校のコンピュータを使った授業での一括利用や、海外の学生などが、翻訳サイトを通して利用するケースが多く、そのため、アクセスも月により波があり、その利用者属性も世界各国に広がる。主にヨーロッパ圏とアジア圏からのアクセスが多数を占め、逆に北米からや日本国内からのアクセスは比較的少なめであるとのことである。

## 歴史
- 2003年3月 ジャパンたいぷ名義でサイト運営開始
- 2004年6月 ガンバレ占いなどのコンテンツの運営開始
- 2008年7月 デザインを一新し、ジャンル毎に関連したYouTubeの動画を見ることが出来るようになる。また、サイトの表記を従来の「ジャパンたいぷ」から「JapanType」名義に変更する。